# عامل النسخ

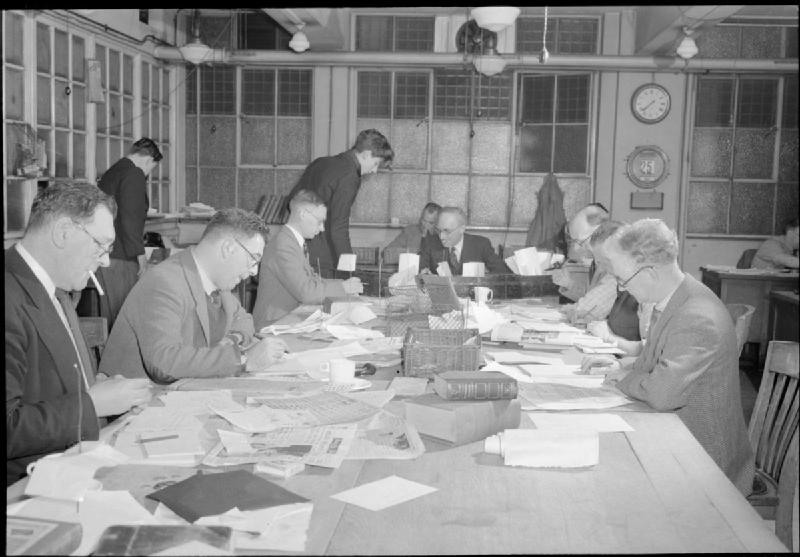

عادة ما يكون عامل النسخ عاملاً صغير السن في الصحيفة.
وتتضمن الوظيفة مهمة نقل القصص المكتوبة من أحد أقسام الصحيفة إلى الآخر.
يكتب الصحفيون قصصهم على قطعة من ورق اللحم، ثم يجري عامل النسخ بالقصة إلى الغرفة المجاورة، ومن هنا أتت صيحة «النسخة». ولكل ورقة من القصة ما يقرب من ست نسخ كربونية، مكدسة معًا وتكون وظيف عاملة أو عامل النسخ هي فصل النسخة الأصلية ونقلها إلى المساعدين، ثم فصل النسخ الكربونية لتوزيعها. (from Guthrie, 2010).

## أمثلة عاملي النسخ السابقين
- تشارلز بلاكمان
- جون كيرتين
- لاري إمدور
- بوب جيرغاتي
- بروس جوتهري
- مايكل إيجناتيف[1]
- اندي روني[2]
- روبرت ريوارك
- جاري سيندير
- جون أبدايك
- جيمس جيه مونتاجو
- خوسيه أنتويو فارجاس